# Ambia interstrigalis
Ambia interstrigalis là một loài bướm đêm trong họ Crambidae.